# Aichau (Gemeinde Artstetten-Pöbring)
Aichau (früher Aicha) ist eine Ortschaft und eine Katastralgemeinde der Gemeinde Artstetten-Pöbring im Bezirk Melk in Niederösterreich. Die Ortschaft hat 35 Einwohner (Stand 1. Jänner 2024).

## Geografie
Aichau liegt auf einem sanften Bergrücken, der sich nördlich von Leiben nach Westen erstreckt. Am 1. April 2020 umfasste die Ortschaft 12 Adressen.

## Siedlungsentwicklung
Zum Jahreswechsel 1979/1980 befanden sich in der Katastralgemeinde Aichau insgesamt 12 Bauflächen mit 6.599 m² und 14 Gärten auf 36.447 m², 1989/1990 gab es 12 Bauflächen. 1999/2000 war die Zahl der Bauflächen auf 36 angewachsen und 2009/2010 bestanden 26 Gebäude auf 37 Bauflächen.

## Geschichte
Im Jahr 1822 wurde der Ort als Dorf mit acht Häusern genannt, das nach Pöbring eingepfarrt war und wohin auch die Kinder eingeschult wurden. Die Herrschaft Leiben besaß die Ortsobrigkeit, übte die Landgerichtsbarkeit aus, besorgte die Konskription und hatte die Grundherrschaft inne. Laut Adressbuch von Österreich waren im Jahr 1938 in Aichau ein Schmied und einige Landwirte mit Direktvertrieb ansässig.

## Bodennutzung
Die Katastralgemeinde ist landwirtschaftlich geprägt. 76 Hektar wurden zum Jahreswechsel 1979/1980 landwirtschaftlich genutzt und 62 Hektar waren forstwirtschaftlich geführte Waldflächen. 1999/2000 wurde auf 79 Hektar Landwirtschaft betrieben und 62 Hektar waren als forstwirtschaftlich genutzte Flächen ausgewiesen. Ende 2018 waren 73 Hektar als landwirtschaftliche Flächen genutzt und Forstwirtschaft wurde auf 63 Hektar betrieben. Die durchschnittliche Bodenklimazahl von Aichau beträgt 35,1 (Stand 2010).